# Dominio di Aizu
Il dominio di Aizu (会津藩?, Aizu-han) era un feudo del periodo Edo e faceva parte della provincia di Mutsu. Corrisponderebbe alla parte occidentale dell'attuale Fukushima.

## Guerra Boshin
Il dominio di Aizu giocò un ruolo importante durante la guerra Boshin. I samurai del clan di Aizu, insieme ad alcuni altri clan dei domini settentrionali, vollero resistere alle truppe imperiali. La coalizione settentrionale Ouetsu Reppan Domei (奥羽越列藩同盟?) era composta in maggioranza dai clan dei domini di Sendai, Yonezawa, Aizu, Shōnai e Nagaoka.